# Joaquín Aller Aller
Joaquín Aller Aller (Campo de Villavidel, León; 1897-Bilbao, 1964) fue un sacerdote claretiano que pudo recuperar en París, en 1938, la imagen de la Virgen de Covadonga con la ayuda de un comunista asturiano.

## Biografía
En 1910 ingresó, en Segovia, en la Congregación de los Misioneros del Corazón de María, donde estudió Preparación y Humanidades, hasta 1915. Tras un año como novicio, estudió filosofía, y de 1919 a 1924 teología en Santo Domingo de la Calzada y Segovia. Se ordenó sacerdote en Sto. Domingo de la Calzada, siendo profesor durante un quinquenio en el colegio claretiano de Castro Urdiales. De 1929 a 1931 fue formador de apostólicos en Segovia, y posteriormente en Valmaseda, tras lo que pasó a ser formador de filósofos en Beire, de 1931 a 1934, y de teólogos, de 1934 a 1938, en Sto.Domingo de la Calzada. 
En julio de 1938 fue enviado a París como Superior, en la Misión que los claretianos teníán en Rue de la Pompe, recuperando la imagen de la Virgen de Covadonga de los sótanos de la Embajada de España. También en París, falsificó documentos que permitieron salvar la vida a 155 judíos. Por ello, fue admirado entre los miembros de su congregación en París, y lo tomaron como modelo para una de las figuras de su retablo mayor, como ha sacado a la luz el investigador Santiago López Rodríguez, de la Universidad de Extremadura. Con la Paz, trasladó la imagen a Irún, que fue recibida, al igual que el P. Aller por el Cardenal Manuel Arce Ochotorena, arzobispo de Oviedo, recorriendo en procesión el iter de retorno a su histórico santuario. 
El sacerdote e historiador Silverio Cerra señaló que "el anarquista gijonés Ramón Álvarez Palomo dejó constancia por escrito que: «ese símbolo de la cristiandad, al margen de toda creencia y desmintiendo la ferocidad que se nos atribuye, fue puesto a salvo... por los "rojos" y custodiado por el hombre más representativo del fondo humanista del anarquismo: Eleuterio Quintanilla», y que al salir a la luz, la imagen, aunque no mostraba graves deterioros, aparecía exhibiendo sobre sí la pobreza y las heridas de la guerra: no tenía corona, ni flor en la mano, ni la peana con los tres ángeles, ni adornos sobre el pobrísimo vestido. Y mostraba diversas rozaduras que lastimaban su rostro".
En 1941, el P. Aller fue enviado al colegio del Corazón de María, de Gijón, y en 1950 fue enviado a la congregación de Oviedo, donde permaneció hasta 1961, y donde presenció la construcción del templo de su orden, en la plaza América. En 1961, habiendo enfermado en los ojos, regresó como confesor de seminaristas al colegio de Castro Urdiales. En 1964, diabético y sin visión, fue trasladado al hospital de Bilbao, donde falleció. Tiene calle dedicada en Oviedo, en el barrio de Vallobín.